# Ruda Śląska
Ruda Śląska (in slesiano Ślůnsko Ruda; in tedesco Ruda in Oberschlesien) è un distretto e città della Polonia nel voivodato della Slesia.
Ricopre una superficie di 77,7 km² e nel 2018 contava 138000 abitanti.

## Geografia fisica
La città è situata nel voivodato della Slesia dal 1999, mentre dal 1975 al 1998 ha fatto parte del voivodato di Katowice. È divisa in 11 quartieri: Bielszowice (Bielschowitz), Bykowina (Friedrichsdorf), Chebzie (Morgenroth), Czarny Las, Godula (Godullahütte), Halemba, Kochłowice (Kochlowitz), Nowy Bytom (Friedenshütte), Orzegów, Ruda e Wirek (Antonienhütte).

## Istruzione
- Wyższa Szkoła Handlowa

## Sport
- Zgoda Ruda Śląska - squadra di pallamano femminile: vincitrice della Coppa Polacca del 2004; 6º posto nella stagione 2003/2004

## Infrastrutture e trasporti
Dal 1950 Ruda Śląska è sede di un agevolatore per le trasmissioni, che fu usato dal 1950 al 1988 per trasmettere in onde medie.

## Amministrazione

### Gemellaggi
Ruda Śląska è gemellata con le seguenti città:
- Leimen
- Levice
- Vibo Valentia
- Mank
- Melk
- Giżycko